# Alexandrina Luísa da Dinamarca
Alexandrina Luísa Carolina Matilde Dagmar (em dinamarquês: Alexandrine-Louise Caroline-Mathilde Dagmar; Copenhaga, 12 de dezembro de 1914 – Idem, 26 de abril de 1962) foi uma princesa da Dinamarca, sendo filha do príncipe Haroldo e neta do rei Frederico VIII.
Através de seu casamento com o conde Luitpold de Castell-Castell, ela se tornou "Condessa de Castell-Castell".

## Início de vida

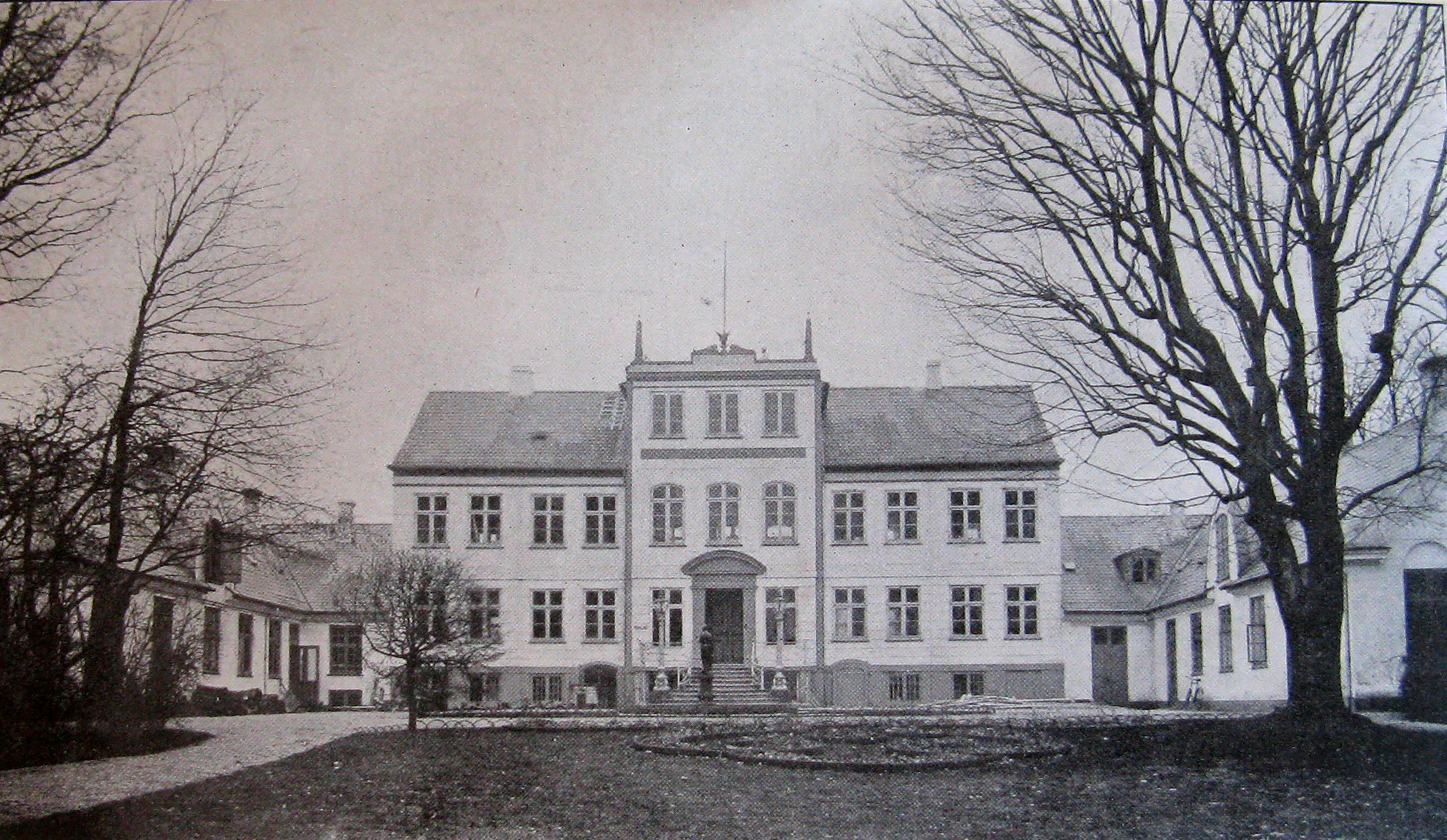
Jægersborghus, local de nascimento da princesa (1909)

Nascida em 12 de dezembro de 1914 na casa de campo Jægersborghus em Gentofte, ao norte de Copenhaga, na Dinamarca, a princesa Alexandrina Luísa era a terceira filha do príncipe Haroldo da Dinamarca e de sua esposa, a princesa Helena Adelaide de Eslésvico-Holsácia-Sonderburgo-Glucksburgo.
Antes de seu casamento, Alexandrina Luísa era frequentemente mencionada como uma possível rainha consorte para Eduardo VIII do Reino Unido.

## Casamento
Em 24 de agosto de 1936, foi anunciado seu noivado com o conde Luitpold de Castell-Castell. O anúncio foi realizado com honras especiais pelo tio de Alexandrina Luísa, o rei Cristiano X da Dinamarca.
O casal se conheceu pela primeira vez em Berlim durante os Jogos Olímpicos de Verão de 1936. Após o primeiro encontro, Luitpold e Alexandrina Luísa passaram quase todos os dias juntos. Antes de sua partida de Berlim, Luitpold propôs casamento e Alexandrina Luísa aceitou. Na época do anúncio do noivado, Luitpold era um estudante de direito que residia em Munique.
Luitpold e Alexandrina Luísa se casaram em 22 de janeiro de 1937 no Palácio de Christiansborg em Copenhaga, Dinamarca. As filmagens do casamento em filme de nitrato foram preservadas pelo Instituto de Cinema da Dinamarca em seu bunker de arquivos em Hillerød. De acordo com a arquivista de filmes Karin Bonde Johansen, as cenas capturadas "uma atmosfera alegre e animada, mas infelizmente não há áudio nas filmagens." O casal teve três filhos: Amélie, Thyra e Otto.

## Últimos anos
O marido da condessa foi morto em combate na Segunda Guerra Mundial em Bankya, nas proximidades de Sófia, Bulgária, em 6 ou 8 de novembro de 1941.
Durante a guerra, Alexandrina Luísa cortou relações com a própria mãe devido às simpatias de Helena Adelaide pela ocupação alemã da Dinamarca e pelo partido nazi.
A condessa morreu em Copenhaga em 26 de abril de 1962.